# Extracurricular
Extracurricular, ou Activités parascolaires au Québec, (hangeul : 인간수업 ; RR : Ingansueob, littéralement « Classe humaine ») est une série télévisée dramatique criminelle sud-coréenne en dix épisodes d'environ 55 minutes, créée par Jin Han-sae et mise en ligne le 29 avril 2020 sur la plate-forme Netflix,,.

## Synopsis
Oh Ji-soo (Kim Dong-hee), est un élève sage avec de bonnes notes. Mais il cache un énorme secret qui ne devrait surtout pas être découvert. Malgré son apparence innocente et trompeuse celui-ci est a la tête d'une affaire de prostitution juvénile. Si jamais quelqu'un le découvre, que se passera-t-il pour lui ?

## Distribution
Sauf indication contraire ou complémentaire, les informations mentionnées dans cette section peuvent être confirmées par la base de données Hancinema

### Acteurs principaux
- Kim Dong-hee (VF : Enzo Ratsito) : Oh Ji-soo[1]
- Jung Da-bin (VF : Clotilde Verry) : Seo Min-hee[1]
- Park Ju-hyun (VF : Valérie Bescht) : Bae Gyoo-ri[1]
- Nam Yoon-soo (VF : Clément Moreau) : Gi-tae[1]
- Choi Min-soo (VF : Philippe Vincent) : Lee Whang-chul[1]
- Park Hyuk-kwon : Cho Jin-woo[1]
- Kim Yeo-jin (VF : Vanessa Van-Geneugden) : Lee Hae-gyoung[1]

### Acteurs secondaires
- Seo Ye-hwa (VF : Anne-Charlotte Piau) : Seong-mi
- Kim Yi-kyung (VF : Charlotte D'Ardalhon) : Ji-ye
- Park Bo-mi : Min-joo
- Jang Se-rim : Eun-chae
- Kim Gyu-tae : Lim Tae-woo
- Kwon Han-sol (VF : Emilie Marié) : Hye-min
- Woo Da-bi (VF : Meaghan Dendrael) : Soo-ji
- Kang So-hwi (VF : Soizic Fonjallaz) : Na-eun
- Lee Jae-baek : Kang-bbang
- Choi Joon-gyu : Chae-bin
- Kim Byung-hwi : Tae-nam
- Park Ho-san (VF : Laurent Morteau) : Jeong-jin
- Shim Yi-young : la mère de Gyoo-ri
- Kim Young-pil : le père de Gyoo-ri
- Baek Joo-hee (VF : Marie Bouvier) : Cho Mi-jeong
- Lim Gi-hoong : Ryoo Dae-yeol
- Kim Kwang-kyu (VF : Benjamin Egner) : Byeong-kwan
- Lee Seung-woo : Kyeong-sik
- Oh Kwang-rok : Jae-ik
- Lee Hyun-gul : Doo-gi
- Cheon Dong-bin (VF : Baptiste Mège) : Jeong-hwan

 Source et légende : version française (VF) sur RS Doublage

## Production

### Développement
La série est écrite par Jin Han-sae, fils de Song Ji-na, et réalisée par Kim Jin-min pour la production Studio 329.

### Tournage
Le tournage s’achève le 6 août 2019 à Séoul.

### Fiche technique
Sauf indication contraire ou complémentaire, les informations mentionnées dans cette section peuvent être confirmées par la base de données Hancinema
- Titre original : 인간수업
- Titre international : Extracurricular
- Réalisation : Kim Jin-min
- Création et scénario : Jin Han-sae
- Production déléguée : Yoon Shin-ae
- Société de production : Studio 329
- Société de distribution : Netflix
- Pays d’origine :  Corée du Sud
- Langue originale : coréen
- Format : couleur - HD 1080i - Dolby Digital
- Genres : drame criminel
- Saison : 1
- Épisodes : 10
- Durée : 44 à 72 minutes
- Date de diffusion :
  - Monde : 29 avril 2020 sur Netflix

## Épisodes
La série contient dix épisodes sans titre qui durent approximativement 55 minutes en moyenne.